# ホウライエソ属
ホウライエソ属（ホウライエソぞく、学名：Chauliodus）は、ワニトカゲギス目の下位分類群の1つ。ワニトカゲギス科に分類されるが、独自のホウライエソ科とする場合もある。主に中深層域に生息し、細長い針のような歯と、蝶番のある下顎が特徴である。体長は30cmを超える。世界中の熱帯から温帯海域にかけて分布し、日周鉛直移動を行う。生物発光を行い、腹側に発光器が存在する。中深層域にも表層の1%とわずかながら光が届くため、発光によって捕食者からの発見を避けていると考えられる。

## 分類
FishBaseによると、2025年時点で以下の9種が知られている。
- Chauliodus barbatus Garman, 1899 ベニサシホウライエソ[5]
- Chauliodus danae Regan & Trewavas, 1929 (Dana viperfish)
- Chauliodus dentatus Garman, 1899
- Chauliodus macouni T. H. Bean, 1890 ヒガシホウライエソ (pacific viperfish)
- Chauliodus minimus Parin & Novikova, 1974
- Chauliodus pammelas Alcock, 1892
- Chauliodus schmidti Ege, 1948
- Chauliodus sloani Bloch & J. G. Schneider, 1801 ホウライエソ (Sloane's viperfish)
- Chauliodus vasnetzovi Novikova, 1972

中新世後期の地層から、以下の化石種が発見されている。
- Chauliodus eximus (Jordan, 1925) Eostomias eximus はシノニム。カリフォルニア州から発見
- Chauliodus testa Nazarkin, 2014 樺太西部から発見[6]

## 分布と生息地
中深層から漸深層にかけて生息し、海底カルデラでは優占種となっている。特に八丈島の北西に位置する黒瀬海穴では、本属魚類の個体群密度が世界最大となっている。日周鉛直移動を行い、夜間には摂餌の為、獲物の個体数が多い場所へと移動する。ただし、全ての個体が毎晩日周鉛直移動を行う訳では無い。代謝が低いため、毎日摂餌を行う必要が無いと考えられる。海域によって生息進度は異なるが、これは本属魚類が12-15℃以上の水温に適応できない為である。熱帯では常に水深400m以深に生息し、鉛直移動は少ないが、温帯では活発に鉛直移動を行い、しばしば表層にも現れる。ホウライエソおよび Chauliodus pammelas は、大きさによって生息水深が異なる。小型個体は浅場に、大型個体は水深500m以深の深場に生息する。夜間には大型個体も浅場に浮上することがある。生息水温は4-14.5℃と幅広く、一日に7℃もの急激な水温変化にも耐えることが出来る。イタリアの地中海西部、アドリア海、ギリシャのエーゲ海、トルコのレバント海から記録がある。アルジェリア沖やチュニジア北部の沖合からも稀に報告がある。

## 形態
大きな牙状の歯を持ち、脳に達するほど長い。ホウライエソの標本を調査した結果、標準体長は64.0-260.0mm、平均体長は120.3mm、平均体重は5.66gであった。眼の大きさと比率は、成長しても一定である。網膜では桿体細胞が複数の層を形成しており、一層しかない他の脊椎動物とは異なる。背鰭第一条は長く、先端に発光器があり、筋肉の動きで前方に倒すことも出来る。体には5列の鱗が並ぶが、剥がれやすく、液浸標本では溶ける可能性があるため、鱗が無いと考えられていたこともあった。

## 生態

### 摂餌
魚類や甲殻類を捕食し、胃の中からはハダカイワシ科やヨコエソ科の魚類、カイアシ類、オキアミが見つかっている。少量の大きな獲物を捕食する。大型の獲物を飲み込むために、大きな歯と口を大きく開けるための特殊な骨格、伸縮性のある体と胃を有している。獲物を追って表層まで回遊する。

### 繁殖と成長
個体数は豊富だが、成魚が捕獲されることは珍しく、繁殖については不明な点が多い。雌雄異体かつ卵生で、雄は継続的に精子を産生するが、雌は卵母細胞の成長が一定ではなく、まとめて産卵される。メキシコ湾のホウライエソでは、性比が1:2と雌の方が多かった。オレゴン州のコロンビア川から、ヒガシホウライエソの卵が2個発見され、強い太平洋の海流によって移動したと考えられた。このことから、ホウライエソ属の卵は孵化期間が長い可能性がある。

### 発光
発光の目的として、摂餌と捕食回避が存在する。背鰭第一条の先端には発光器があり、これを振り回すことで、目の前に獲物を誘引して捕食する。腹側にも発光器があり、アドレナリンによって発光がコントロールされる。発光器によって深海域に届く光と同化し、捕食者から発見されにくくなっている。これをカウンターイルミネーションと呼ぶ。内臓には発光する微生物が存在しており、ホウライエソ属の発光に関与している可能性が高い。